# Weltreiterspiele 1990
Die Weltreiterspiele 1990 wurden in Schweden in Stockholm ausgetragen. Es waren die ersten Weltreiterspiele, die von der Internationalen Reiterlichen Vereinigung organisiert wurden. Sie fanden vom 24. Juli bis 5. August 1990 statt. Die Weltreiterspiele wurden bis 2018 alle vier Jahre ausgetragen.

## Kontext
Die Idee, die Weltmeisterschaften der verschiedenen Pferdesportarten zu vereinen, geht auf die 1980er Jahre zurück. Das Projekt wurde von Prinz Philip, dem Herzog von Edinburgh, der von 1964 bis 1986 Präsident der Internationalen Reiterlichen Vereinigung (FEI) war, angeregt.
Die Wahl fiel auf Stockholm, zum einen aus historischen Gründen, da Stockholm 1912 die erste Olympiade war, bei der die drei Pferdesport-Disziplinen Dressur, Springen und Vielseitigkeit ausgetragen wurden. Auch hatte es die Pferdesportwettbewerbe bei den Olympischen Sommerspielen 1956 ausgetragen hatte. Rom und Lissabon waren ebenfalls in der engeren Auswahl.

### Wettkampfstätten und Organisation
Das Olympiastadion Stockholm wurde renoviert, um als Hauptarena zu dienen. Dort wurde das Springen und die Dressur ausgetragen. Die Straße „Valhallavägen“ außerhalb des Stadions wurde gesperrt, um einen Zuschauerbereich mit Ausstellungen und Restaurants zu schaffen. Das Voltigieren wurde in einem Zelt in dem Stockholmer Stadtteil Gärdet ausgetragen. Zum Erfolg der Spiele trugen 300 freiwillige Helfer und Helferinnen bei. Die Medienpräsenz war groß. 1.291 Journalisten und Fotografen aus 34 Ländern berichteten über die Weltmeisterschaften. Die Hälfte der Journalisten kam aus Schweden. Die Eröffnungsfeier wurde von Millionen von Fernsehzuschauern in 60 Ländern verfolgt. Das Schwedische Fernsehen (SVT, Svensk TV-produktion) sendete 65 Stunden Pferdesport, darunter viele Live-Übertragungen.
Die Strecken für den Geländeritt und den Vierspänner-Marathon wurden in den Stadtteilen Djurgården und Gärdet angelegt, wobei die Strecke auf Pontonbrücken über den Djurgårdsbrunn-Kanal führten. Der 16-Meilen-Langstreckenritt wurde in Richtung Roslagen ausgetragen.
Ulf Rosengren vom Schwedischer Pferdesportverband sagte:
Die Weltreiterspiele waren für uns ein Abenteuer in sieben Jahren der Vorbereitung mit Blut, Schweiß und Tränen. Von einer losen Idee des damaligen FEI-Präsidenten Prinz Philip im Jahr 1983 bis hin zu einer erfolgreichen Umsetzung über vierzehn Tage bei herrlichem Sonnenschein im August 1990 in Stockholm.

### Sportarten
422 Teilnehmer und Teilnehmerinnen im Reiten, Fahren und Voltigieren mit 400 Pferden vertraten siebenunddreißig Länder. Sie maßen sich in 13 Wettbewerben in den sechs Sportarten Dressur, Springreiten, Vielseitigkeit, Fahren, Distanzreiten und Voltigieren.
| Dressur | Fahren | Distanzreiten | Vielseitigkeit | Springen | Voltigieren   |
| ------- | ------ | ------------- | -------------- | -------- | ------------- |
| Einzel  | Einzel | Einzel        | Einzel         | Einzel   | Einzel Frauen |
| Einzel  | Einzel | Einzel        | Einzel         | Einzel   | Einzel Männer |
| Equipe  | Equipe | Equipe        | Equipe         | Equipe   | Gruppe        |

## Ergebnisse

### Fahren
Zweiundfünfzig Fahrer nehmen am Wettbewerb teil, und vierzig schlossen alle drei Prüfungen des Wettkampfs ab. Es traten 52 Vierspänner-Teams aus 17 Nationen an. Das war eines der bis anhin größten Starterfelder im Vierspännerfahren. Die Weltreiterspiele waren ein großer Erfolg für die Fahrsportequipe der schwedischen Gastgeber. Die schwedische Fahrequipe stand vor den Weltmeisterschaften an der Spitze der Weltrangliste und war der klare Favorit. Die Schweden (Tomas Eriksson, Jan Erik Pålsson und Nicke Pålsson) schnitten in der Dressur gut ab, wobei Tomas in Führung lag und die Schweden den zweiten Platz belegten. Der Marathon fand bei Temperaturen von 30 °C in Djurgården statt, als die acht fantasievollen Hindernisse des Marathontages bewältigt werden mussten. Der Niederländer Ad Aarts schloss den Marathon am schnellsten ab, wurde jedoch später disqualifiziert, weil bei einem seinem WM-Pferd Pablo eine verbotene Substanz gefunden wurde. So wurde der Zweitplatzierte Tomas Eriksson zum Sieger erklärt und die schwedische Mannschaft erhielt ebenfalls die Goldmedaille vor den Niederländern, die durch die Disqualifikation von Ad Aarts auf den zweiten Platz zurückfielen. Im Mannschaftswettbewerb gewann die ungarische Equipe die Bronzemedaille.
| Platz | Fahrer           | Land        | Punkte Dressage | Punkte Marathon | Punkte Kegelfahren | Total Punkte |
| ----- | ---------------- | ----------- | --------------- | --------------- | ------------------ | ------------ |
|       | Tomas Eriksson   | Schweden    | 32,80           | 98,60           | 0,00               | 131,40       |
|       | József Bozsik    | Ungarn      | 35,20           | 96,60           | 0,00               | 131,80       |
|       | Ijsbrand Chardon | Niederlande | 35,80           | 97,20           | 0,00               | 133,00       |

| Platz | Fahrer                                             | Land        | Total Punkte |
| ----- | -------------------------------------------------- | ----------- | ------------ |
|       | Christer Pahlsson Jan-Erik Pahlsson Tomas Eriksson | Schweden    | 271,60       |
|       | Ijsbrand Chardon Theo Weusthof                     | Niederlande | 291,60       |
|       | József Bozsik Lajos Sipos Laszlo Juhasz            | Ungarn      | 292,80       |

### Vielseitigkeit
| Platz | Reiter         | Pferd          | Land                   |
| ----- | -------------- | -------------- | ---------------------- |
|       | Blyth Tait     | Messiah        | Neuseeland             |
|       | Ian Stark      | Murphy Himself | Vereinigtes Königreich |
|       | Bruce Davidson | Pirate Lion    | Vereinigte Staaten     |

| Platz | ReiterIn                                                   | Pferd                                            | Land                   |
| ----- | ---------------------------------------------------------- | ------------------------------------------------ | ---------------------- |
|       | Andrew Nicholson, Andrew Scott, Blyth Tait, Mark Todd      | Spinning Rhombus Umptee Messiah Bahlua           | Neuseeland             |
|       | Karen Straker Rodney Powell Virginia Leng Ian Stark        | Get Smart The Irishman II Griffin Murphy Himself | Vereinigtes Königreich |
|       | Edith Beine Matthias Baumann Marina Loheit Herbert Blöcker | Kyang Alabaster Sundance Kid Feine Dame          | BR Deutschland         |

### Dressur
| Platz | Reiterin           | Pferd     | Land           |
| ----- | ------------------ | --------- | -------------- |
|       | Nicole Uphoff      | Rembrandt | BR Deutschland |
|       | Kyra Kyrklund      | Matador   | Finnland       |
|       | Monica Theodorescu | Ganimedes | BR Deutschland |

| Platz | ReiterIn                                                              | Pferd                                | Land           |
| ----- | --------------------------------------------------------------------- | ------------------------------------ | -------------- |
|       | Sven Rothenberger Ann-Kathrin Kroth Monica Theodorescu Nicole Uphoff  | Ideaal Golfstrom Ganimedes Rembrandt | BR Deutschland |
|       | Nina Menkova Valery Tishkov Olga Klimko Jurij Kowschow                | Dikson Kholst Shipovnik Bouket       | Sowjetunion    |
|       | Daniel Ramseier Silvia Iklé Christine Stückelberger Samuel Schatzmann | Random Spada Gauguin Rochus          | Schweiz        |

### Distanzreiten
| Platz | Reiterin      | Pferd           | Land                   |
| ----- | ------------- | --------------- | ---------------------- |
|       | Becky Hart    | RD Grand Sulton | Vereinigte Staaten     |
|       | Jane Donovan  | Ibriz           | Vereinigtes Königreich |
|       | Jane Petersen | Abbeline Lionel | Australien             |

| Platz | ReiterIn                                                           | Pferd                                            | Land                   |
| ----- | ------------------------------------------------------------------ | ------------------------------------------------ | ---------------------- |
|       | Elizabeth Finney Judith Heely Joy Loyla Lilla Wall                 | Show Girl II Shumac General Portfolio Hero Alfie | Vereinigtes Königreich |
|       | Dominique Crutzen Armand de Merode Jean-Luc Marchal Marcel Rossius | Domino de Sier Perlita Mamlouk Arafat            | Belgien                |
|       | Juan Alvarez Pascual Alvarez José M. Manzano Roser Xalabarder      | Muntcho Melfenik Olga Kid                        | Spanien                |

### Springen
| Platz | Reiter        | Pferd           | Land                   |
| ----- | ------------- | --------------- | ---------------------- |
|       | Éric Navet    | Quito De Baussy | Frankreich             |
|       | John Whitaker | Milton          | Vereinigtes Königreich |
|       | Hubert Bourdy | Morgat          | Frankreich             |

| Platz | Reiter                                                   | Pferd                                                | Land                   |
| ----- | -------------------------------------------------------- | ---------------------------------------------------- | ---------------------- |
|       | Éric Navet Hubert Bourdy Roger-Yves Bost Pierre Durand   | Quito De Baussy Morgat Norton de Rhuys Jappeloup     | Frankreich             |
|       | Karsten Huck René Tebbel Otto Becker Ludger Beerbaum     | Nepomuk Borsu Urchin Optiebeurs Pamina Almox Gazelle | BR Deutschland         |
|       | Nick Skelton John Whitaker Michael Whitaker David Broome | Alan Paul Grand Slam Milton Mon Santa Lennegan       | Vereinigtes Königreich |

### Voltige
| Platz | Voltigeur         | Pferd       | Land           |
| ----- | ----------------- | ----------- | -------------- |
|       | Michael Lehner    | Zarewitsch  | BR Deutschland |
|       | Christoph Lensing | Rascal      | BR Deutschland |
|       | Dietmar Otto      | Mainzelmann | BR Deutschland |

| Platz | Voltigeuse         | Pferd       | Land           |
| ----- | ------------------ | ----------- | -------------- |
|       | Silke Bernhard     | Mainzelmann | BR Deutschland |
|       | Silke Michelberger | Zarewitsch  | BR Deutschland |
|       | Ute Schönlan       | Marco Polo  | BR Deutschland |

| Platz | Pferd    | Land               |
| ----- | -------- | ------------------ |
|       | Dagobert | Schweiz            |
|       | Thimu    | BR Deutschland     |
|       | Carrera  | Vereinigte Staaten |

## Medaillenspiegel nach Nationen
|    | Nation                 | Gold | Silber | Bronze | Total |
| -- | ---------------------- | ---- | ------ | ------ | ----- |
| 1  | BR Deutschland         | 4    | 4      | 4      | 12    |
| 2  | Frankreich             | 2    | -      | 1      | 3     |
| 3  | Neuseeland             | 2    | -      | -      | 2     |
| 3  | Schweden               | 2    | -      | -      | 2     |
| 5  | Vereinigtes Königreich | 1    | 4      | 1      | 6     |
| 6  | Vereinigte Staaten     | 1    | -      | 2      | 3     |
| 7  | Schweiz                | 1    | -      | 1      | 2     |
| 8  | Ungarn                 | -    | 1      | 1      | 2     |
| 8  | Niederlande            | -    | 1      | 1      | 2     |
| 10 | Belgien                | -    | 1      | -      | 1     |
| 10 | Finnland               | -    | 1      | -      | 1     |
| 10 | Sowjetunion            | -    | 1      | -      | 1     |
| 13 | Australien             | -    | -      | 1      | 1     |
| 13 | Spanien                | -    | -      | 1      | 1     |

Stockholm 1990 |
Den Haag 1994 |
Rom 1998 |
Jerez de la Frontera 2002 |
Aachen 2006 |
Kentucky 2010 |
Normandie 2014 |
Tryon 2018